# ニュータイプアニメアワード
ニュータイプアニメアワードは、月刊ニュータイプが主催し、マチ★アソビで受賞式が開かれるアニメの賞。受賞トロフィーでの表記はNewtype×マチ★アソビ アニメアワード。

## 概要
「空の境界」や「Fate/stay night」のアニメーション制作で知られるアニメ制作会社ufotableがプロデュースするアニメ・ゲームのイベント「マチ★アソビ」。そのイベントと月刊ニュータイプがコラボしたアニメ大賞「ニュータイプアニメアワード」が2011年に創設されており、10月に開催される同イベント内の「Newtype×マチ★アソビ The Moving Picture Festival」にて受賞作品及び受賞者を発表されその場で授賞式が行なわれている。企画・主催はNewtype編集部と徳島県にぎわいづくり課を中心とした「アニメ映画祭実行委員会（徳島県にぎわいづくり課内）」が行っている。
受賞の選考方法は、本誌のアンケートハガキ及びインターネット投票にて集計して各部門ごとに1位になったものに贈られる。集計期間は2017年までは9月期までだったが、それだと準備期間が2週間もないことから、2018年以降は6月期までのアニメが対象に変更となった。初回の2011年は21部門だったが、2012年と2013年は16部門、2014年と2019年は14部門、2015年から2018年までは15部門となっている。

## 結果

### Newtype×マチ★アソビ アニメアワード2011
2010年10月期〜2011年7月期に放送&劇場上映されたアニメーション作品の中から全21部門が選ばれた。
- マスコットキャラクター部門：キュゥべえ（魔法少女まどか☆マギカ）
- キャラクター部門男性賞：岡部倫太郎（Steins;Gate）
- キャラクター部門女性賞：暁美ほむら（魔法少女まどか☆マギカ）
- 劇伴部門：魔法少女まどか☆マギカ（音楽：梶浦由記）
- 主題歌部門：「コネクト」（魔法少女まどか☆マギカOP）
- アニメ映画作品部門：劇場版 マクロスF 恋離飛翼〜サヨナラノツバサ〜
- シナリオ部門：魔法少女まどか☆マギカ
- キャラクターデザイン部門：魔法少女まどか☆マギカ
- エフェクト部門：魔法少女まどか☆マギカ
- CM部門：アイドルマスター
- ゲームOPアニメーション部門：テイルズ オブ エクシリア
- メカデザイン部門：TIGER & BUNNY
- 撮影部門：魔法少女まどか☆マギカ
- 美術部門：魔法少女まどか☆マギカ
- 色彩設定部門：魔法少女まどか☆マギカ
- 声優助演女優賞：斎藤千和
- 声優助演男優賞：藤原啓治
- 声優主演女優賞：悠木碧
- 声優主演男優賞：宮野真守
- 監督賞：新房昭之（魔法少女まどか☆マギカ監督）
- 作品賞：魔法少女まどか☆マギカ

### Newtype×マチ★アソビ アニメアワード2012
2011年10月期〜2012年7月期に放送&劇場上映されたアニメーション作品の中から全16部門が選ばれた。
- 監督賞：錦織敦史（アイドルマスター）
- 脚本賞：待田堂子（アイドルマスター）
- キャラクターデザイン賞：錦織敦史（アイドルマスター）
- メカデザイン賞：モーレツ宇宙海賊
- サウンド賞：Fate/Zero（梶浦由記）
- CM賞：Fate/Zero
- 主題歌賞：「READY!!」（アイドルマスター前期OP）
- 作品賞（劇場上映部門）：映画 けいおん!
- ゲームアニメーション賞：テイルズ オブ エクシリア
- 女性声優賞：中村繪里子
- 男性声優賞：大塚明夫
- マスコットキャラクター賞：ハム蔵（アイドルマスター）
- 女性キャラクター賞：天海春香（アイドルマスター）
- 男性キャラクター賞：ライダー（Fate/Zero）
- スタジオ賞：ufotable
- 作品賞（TV部門）：Fate/Zero

### Newtype×マチ★アソビ アニメアワード2013
2012年10月期〜2013年9月期に放送または劇場上映されたアニメーション作品の中から全16部門が選ばれた。
- 監督賞：荒木哲郎（進撃の巨人）
- 脚本賞：小林靖子（進撃の巨人）
- キャラクターデザイン賞：西田亜沙子・室田雄平（ラブライブ!）
- メカデザイン賞：銀河機攻隊 マジェスティックプリンス
- 劇伴賞：進撃の巨人
- CM賞：〈物語〉シリーズ セカンドシーズン
- 主題歌賞：「紅蓮の弓矢」（進撃の巨人前期OP）
- 作品賞（劇場上映部門）：劇場版 STEINS;GATE 負荷領域のデジャヴ
- ゲームアニメーション賞：THE IDOLM@STER SHINY FESTA
- 女性声優賞：沢城みゆき
- 男性声優賞：杉田智和
- マスコットキャラクター賞：チェインバー（翠星のガルガンティア）
- 女性キャラクター賞：ミカサ・アッカーマン（進撃の巨人）
- 男性キャラクター賞：岡部倫太郎（劇場版 STEINS;GATE 負荷領域のデジャヴ）
- スタジオ賞：WIT STUDIO
- 作品賞（TV部門）：進撃の巨人

### Newtype×マチ★アソビ アニメアワード2014
2013年10月期〜2014年9月期に放送&劇場上映されたアニメーション作品の中から全14部門が選ばれた。
- キャラクターデザイン賞：すしお（キルラキル）
- 脚本賞：中島かずき（キルラキル）
- メカデザイン賞：蒼き鋼のアルペジオ -アルス・ノヴァ-
- サウンド賞：キルラキル
- 主題歌賞：「M@STERPIECE」（THE IDOLM@STER MOVIE 輝きの向こう側へ!主題歌）
- 作品賞（劇場上映部門）：THE IDOLM@STER MOVIE 輝きの向こう側へ!
- 監督賞：錦織敦史（THE IDOLM@STER MOVIE 輝きの向こう側へ!）
- マスコットキャラクター賞：ヨタロウ（蒼き鋼のアルペジオ -アルス・ノヴァ-）
- 男性キャラクター賞：キリト（ソードアート・オンラインII）
- 女性キャラクター賞：天海春香（THE IDOLM@STER MOVIE 輝きの向こう側へ!）
- 男性声優賞：梶裕貴
- 女性声優賞：中村繪里子
- スタジオ賞：A-1 Pictures
- 作品賞（TV部門）：キルラキル

### Newtype×マチ★アソビ アニメアワード2015
2014年10月期〜2015年9月期に放送&劇場上映されたアニメーション作品の中から全14部門と特別賞が選ばれた。
- 脚本賞：虚淵玄、深見真（劇場版 PSYCHO-PASS サイコパス）
- キャラクターデザイン賞：松尾祐輔（アイドルマスター シンデレラガールズ）
- メカデザイン賞：アルドノア・ゼロ
- サウンド賞：アルドノア・ゼロ
- 主題歌賞：「Brave Shine」（Fate/stay night [Unlimited Blade Works]後期OP）
  - 特別賞：「シュガーソングとビターステップ」（血界戦線ED）[注釈 3]
- 作品賞（劇場上映部門）：劇場版 PSYCHO-PASS サイコパス
- 監督賞：三浦貴博（Fate/stay night [Unlimited Blade Works]）
- 男性キャラクター賞：比企谷八幡（やはり俺の青春ラブコメはまちがっている。続）
- 女性キャラクター賞：雪ノ下雪乃（やはり俺の青春ラブコメはまちがっている。続）
- マスコットキャラクター賞：ソニック（血界戦線）
- 男性声優賞：江口拓也
- 女性声優賞：花澤香菜
- スタジオ賞：A-1 Pictures
- 作品賞（TV部門）：Fate/stay night [Unlimited Blade Works]

### Newtype×マチ★アソビ アニメアワード2016
2015年10月期〜2016年9月期に放送&劇場上映されたアニメーション作品の中から全15部門が選ばれ、乃木坂46のメンバーが選んだ乃木坂46賞がこの年から追加された。
- キャラクターデザイン賞：キャラクター原案 - 美樹本晴彦、アニメーションキャラクターデザイン - 江原康之（甲鉄城のカバネリ）
- メカデザイン賞：機動戦士ガンダム 鉄血のオルフェンズ
- サウンド賞：甲鉄城のカバネリ
- 主題歌賞：「High Free Spirits」（ハイスクール・フリートOP）
- 脚本賞：大河内一楼（甲鉄城のカバネリ）
- 作品賞（劇場上映部門）：君の名は。
- 監督賞：渡邊政治（Re:ゼロから始める異世界生活）
- 乃木坂46賞：ジョーカー・ゲーム
- 男性キャラクター賞：ナツキ・スバル（Re:ゼロから始める異世界生活）
- 女性キャラクター賞：レム（Re:ゼロから始める異世界生活）
- マスコットキャラクター賞：パック（Re:ゼロから始める異世界生活）
- 男性声優賞：神谷浩史
- 女性声優賞：水瀬いのり
- スタジオ賞：WIT STUDIO
- 作品賞（TV部門）：甲鉄城のカバネリ[3]

### Newtype×マチ★アソビ アニメアワード2017
2016年10月期〜2017年9月期に放送&劇場上映されたアニメーション作品の中から全15部門が選ばれた。
- キャラクターデザイン賞：キャラクターデザイン - 新井伸浩、漫画 - 春河35（文豪ストレイドッグス）
- メカデザイン賞：機動戦士ガンダム 鉄血のオルフェンズ
- サウンド賞：劇場版 ソードアート・オンライン -オーディナル・スケール-
- 脚本賞：東出祐一郎（Fate/Apocrypha）
- 監督賞：五十嵐卓哉（文豪ストレイドッグス）
- 作品賞（劇場上映）：劇場版 ソードアート・オンライン -オーディナル・スケール-
- 乃木坂46賞：エロマンガ先生
- 男性声優賞：梅原裕一郎
- 女性声優賞：沢城みゆき
- 男性キャラクター賞：キリト（劇場版 ソードアート・オンライン -オーディナル・スケール-）
- 女性キャラクター賞：アスナ（劇場版 ソードアート・オンライン -オーディナル・スケール-）
- マスコットキャラクター賞：こんのすけ（活撃 刀剣乱舞）
- 主題歌賞：「ようこそジャパリパークへ」（けものフレンズOP）
- スタジオ賞：ボンズ
- 作品賞（テレビ放送）：Fate/Apocrypha[4]

### Newtype×マチ★アソビ アニメアワード2017 - 2018
2017年10月期〜2018年6月期に放送&劇場上映されたアニメーション作品の中から全15部門が選ばれた。前回までは9月期までのアニメが対象だったが、それだと準備期間が2週間もないことから、今回から6月期までのアニメが対象に変更となった。今回からFUNAIがスペシャルサポーターとして応援している。オープニングアクトは声優アイドルグループ「22/7」が務めた。
- 乃木坂46賞：宇宙戦艦ティラミス
- メカデザイン賞：コヤマシゲト（ダーリン・イン・ザ・フランキス）
- キャラクターデザイン賞：田中裕介、飯塚晴子（アイドルマスター SideM）
- サウンド賞：岩崎琢（文豪ストレイドッグス DEAD APPLE）
- 脚本賞：綾奈ゆにこ、菅原雪絵（アイドルマスター SideM）
- 監督賞：五十嵐卓哉（文豪ストレイドッグス DEAD APPLE）
- 作品賞（劇場上映部門）：文豪ストレイドッグス DEAD APPLE
- 男性声優賞：宮野真守
- 女性声優賞：花澤香菜
- 男性キャラクター賞：天道輝（アイドルマスター SideM）
- 女性キャラクター賞：泉鏡花（文豪ストレイドッグス DEAD APPLE）
- マスコットキャラクター賞：カエール（アイドルマスター SideM）
- 主題歌賞：「Reason!!」（アイドルマスター SideM OP）
- スタジオ賞：A-1 Pictures
- 作品賞（TV・配信作品部門）：アイドルマスター SideM

### Newtype×マチ★アソビ アニメアワード2018 - 2019
2018年7月期〜2019年6月期に放送&劇場上映されたアニメーション作品の中から全14部門が選ばれた。
- キャラクターデザイン賞：松島晃、佐藤美幸、梶山庸子、菊池美花（鬼滅の刃）
- マスコットキャラクター賞：ビニー（プロメア）
- 男性キャラクター賞：竈門炭治郎（鬼滅の刃）
- 女性キャラクター賞：竈門禰󠄀豆子（鬼滅の刃）
- 男性声優賞：花江夏樹
- 女性声優賞：鬼頭明里
- メカデザイン・プロップデザイン賞：コヤマシゲト（プロメア）
- サウンド（劇伴）賞：Elements Garden（劇場版 うたの☆プリンスさまっ♪ マジLOVEキングダム）
- 乃木坂46賞：約束のネバーランド
- 監督賞：外崎春雄（鬼滅の刃）
- 脚本賞：中島かずき（プロメア）
- 主題歌賞：「紅蓮華」（鬼滅の刃OP）
- 作品賞（劇場上映部門）：プロメア
- 作品賞（TV放送&配信作品部門）：鬼滅の刃

### Newtype×マチ★アソビ アニメアワード2019 - 2020
2019年7月〜2020年6月までに放送・配信・劇場上映されたアニメーション作品の中から全15部門が選ばれた。新型コロナウイルスの影響で毎年恒例のマチ★アソビでの発表&授賞式はできなかったため、Newtype2020年12月号での誌面発表となった。乃木坂46賞はこの回が最後となった。
- 作品賞（TV放送作品）：かぐや様は告らせたい？〜天才たちの恋愛頭脳戦〜
- 作品賞（劇場上映&配信作品）：映画 この素晴らしい世界に祝福を!紅伝説
- キャラクター（男性）：白銀御行（かぐや様は告らせたい？〜天才たちの恋愛頭脳戦〜）
- キャラクター賞（マスコットキャラクター）：ちょむすけ（映画 この素晴らしい世界に祝福を!紅伝説）
- キャラクター（女性）：四宮かぐや（かぐや様は告らせたい？〜天才たちの恋愛頭脳戦〜）
- キャラクターデザイン賞：八尋裕子（かぐや様は告らせたい？〜天才たちの恋愛頭脳戦〜）
- 声優賞（男性）：古川慎
- 声優賞（女性）：古賀葵
- 監督賞：畠山守（かぐや様は告らせたい？〜天才たちの恋愛頭脳戦〜）
- 脚本賞：中西やすひろ（かぐや様は告らせたい？〜天才たちの恋愛頭脳戦〜）
- メカデザイン・プロップデザイン賞：PSYCHO-PASS サイコパス 3
- 主題歌賞：「DADDY! DADDY! DO!」（かぐや様は告らせたい？〜天才たちの恋愛頭脳戦〜OP）
- サウンド（劇伴）賞：U/S（ID：INVADED イド：インヴェイデッド）
- 乃木坂46賞：炎炎ノ消防隊
- スタジオ賞：A-1 Pictures

### Newtype×マチ★アソビ アニメアワード2020 - 2021
2020年7月〜2021年6月までに放送・配信・劇場上映されたアニメーション作品の中から全14部門が選ばれた。昨年と同じく新型コロナウイルスの影響で毎年恒例のマチ★アソビでの発表&授賞式はできなかったため、Newtype2022年1月号での誌面発表となった。
- 作品賞（TV放送作品&配信作品）：呪術廻戦
- 作品賞（劇場上映）：劇場版「鬼滅の刃」無限列車編
- キャラクターデザイン賞：佐々木啓悟（富豪刑事 Balance:UNLIMITED）
- 監督賞：外崎春雄（劇場版「鬼滅の刃」無限列車編）
- 脚本賞：瀬古浩司（呪術廻戦）
- スタジオ賞：MAPPA
- メカデザイン・プロップデザイン賞：機動戦士ガンダム 閃光のハサウェイ
- キャラクター賞（男性）：煉󠄁獄杏寿郎（劇場版「鬼滅の刃」無限列車編）
- キャラクター賞（女性）：竈門禰豆子（劇場版「鬼滅の刃」無限列車編）
- 声優賞（男性）：宮野真守
- 声優賞（女性）：鬼頭明里
- キャラクター賞（マスコットキャラクター）：パンちゃん（シャドーハウス）
- サウンド（劇伴）賞：鷺巣詩郎（シン・エヴァンゲリオン劇場版）
- 主題歌賞：「炎」（劇場版「鬼滅の刃」無限列車編主題歌）

### Newtype×マチ★アソビ アニメアワード2022 - 2023
2022年7月～2023年6月までに放送・配信・劇場上映されたアニメーション作品の中から全13部門が選ばれた。
- 作品賞（TV放送作品&配信作品）：ぼっち・ざ・ろっく![5][6]
- 作品賞（劇場上映）：劇場版 ソードアート・オンライン -プログレッシブ- 冥き夕闇のスケルツォ
- キャラクターデザイン賞：モグモ（キャラクターデザイン原案）、田頭真理恵（メインキャラクターデザイン）、戸井田珠里、高谷浩利（キャラクターデザイン）（機動戦士ガンダム 水星の魔女）
- 監督賞：斎藤圭一郎（ぼっち・ざ・ろっく！）
- 脚本賞：大河内⼀楼（機動戦士ガンダム 水星の魔女）
- スタジオ賞：Production I.G
- メカ・プロップデザイン賞：機動戦士ガンダム 水星の魔女
- キャラクター賞（男性）：キリト（劇場版 ソードアート・オンライン -プログレッシブ- 冥き夕闇のスケルツォ）
- キャラクター賞（女性）：スレッタ・マーキュリー（機動戦士ガンダム 水星の魔女）
- 声優賞：Lynn
- キャラクター賞（マスコット）：ホッツさん（機動戦士ガンダム 水星の魔女）
- サウンド（劇伴）賞：大間々昂（機動戦士ガンダム 水星の魔女）
- 主題歌賞：「青春コンプレックス」（ぼっち・ざ・ろっく！OP）